# Griazowiec
Griazowiec (ros. Грязовец) – miasto w Rosji, siedziba rejonu griazowieckiego.
W Griazowcu znajdował się obóz internowania NKWD. Byli do niego transportowani więźniowie polityczni okresu II wojny światowej (m.in. Rafał Kiernicki). W 1940 roku wywożeni z obozów w Starobielsku, Ostaszkowie i Kozielsku byli polscy oficerowie – towarzysze oficerów zamordowanych w 1940 w Katyniu, Charkowie i Kalininie (Twerze).
W Griazowcu zaczyna się Gazociąg Północny (Nord Stream).